# Ten Boer
Ten Boer este o comună și o localitate în provincia Groningen, Țările de Jos. 

## Localități componente
Garmerwolde, Lellens, Sint Annen, Ten Post, Thesinge, Winneweer, Wittewierum și Woltersum.

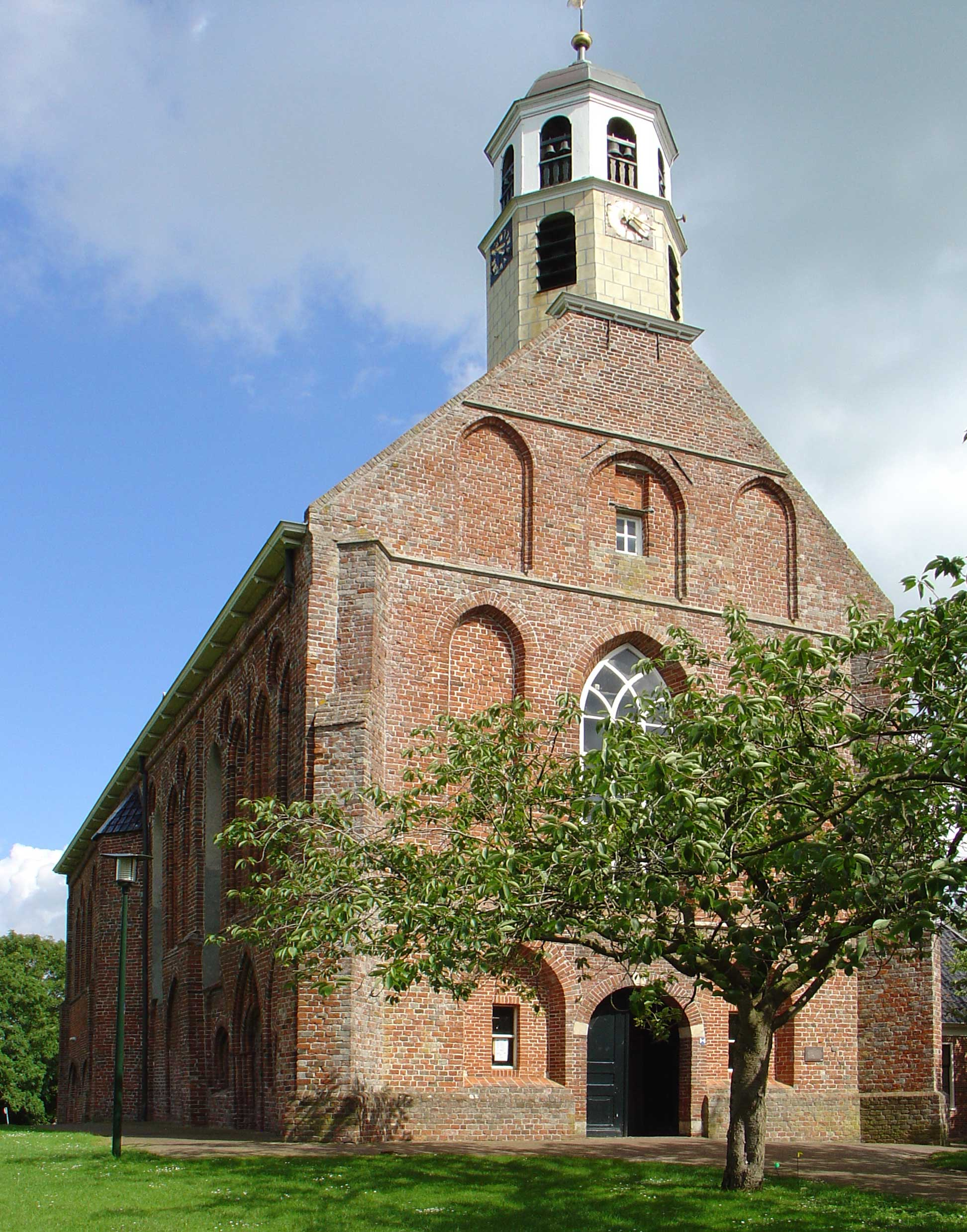
biserica romano-gotica din Ten Boer
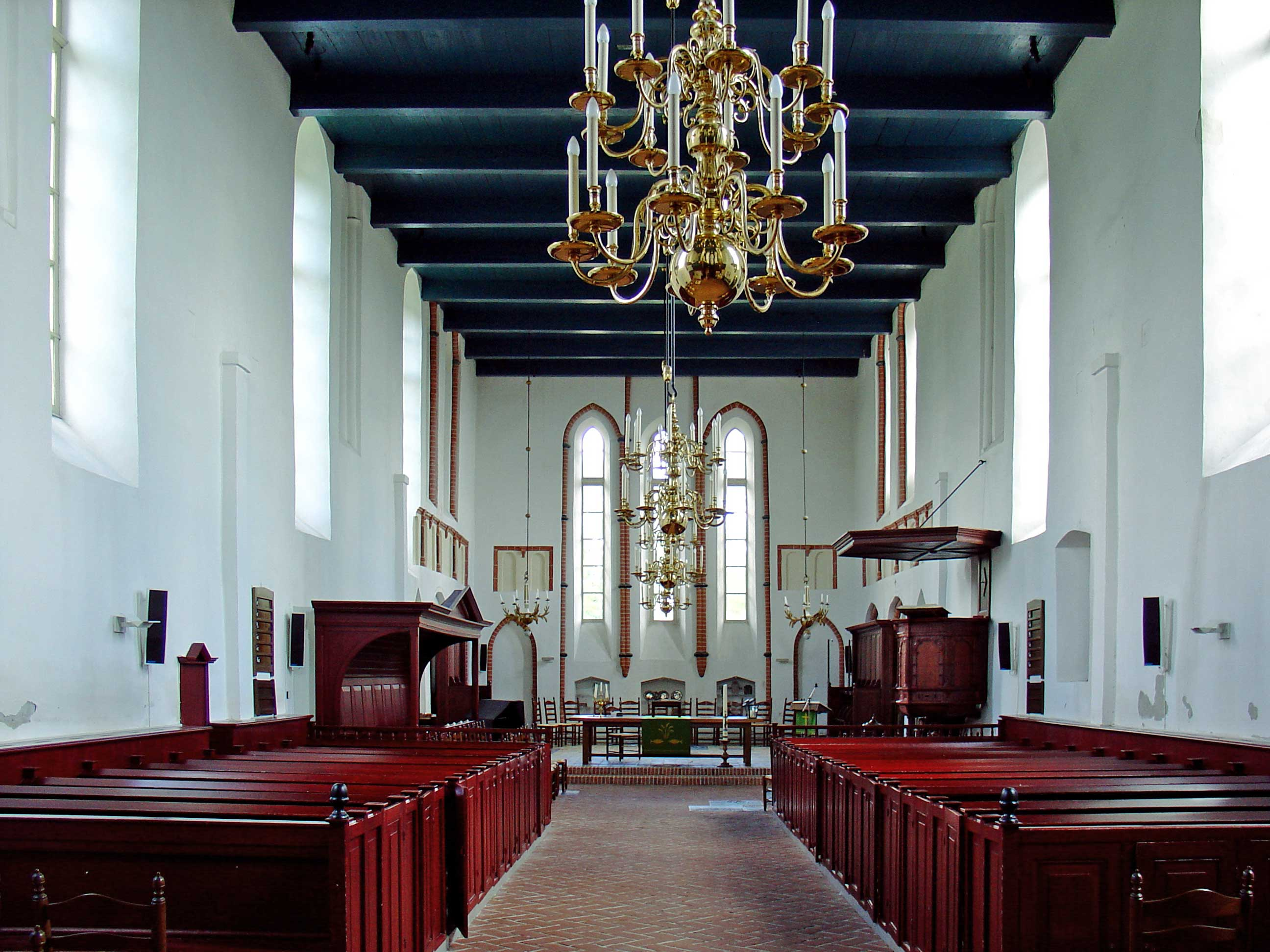
Interior al bisericii romano-gotice din Ten Boer